# Piraci (serial telewizyjny)
Piraci (ang. Black Sails)  – amerykański przygodowy serial telewizyjny wyprodukowany przez Platinum Dunes, Quaker Moving Pictures oraz Film Afrika Worldwide. Twórcami serialu są Jonathan E. Steinberg i Robert Levine. Fabuła serialu jest luźno oparta na motywach powieści Złoto z Porto Bello, prequelu Wyspy skarbów autorstwa Roberta Louisa Stevensona. Producentem wykonawczym serialu jest Michael Bay.
Serial był oryginalnie emitowany od 25 stycznia 2014 roku do 2 kwietnia 2017 roku przez stację Starz. Przed premierą pierwszej serii Starz zamówiła drugą serię serialu, a 12 października 2014 roku została zamówiona 3. seria. 1 sierpnia 2015 roku, stacja Starz zamówiła 4. serię.
W Polsce serial jest emitowany od 14 września 2014 roku przez Canal+.

## Fabuła
Akcja serialu rozgrywa się mniej więcej 20 lat przed wydarzeniami opisanymi w Wyspie skarbów Roberta Louisa Stevensona, w okresie uznawanym za złoty wiek piractwa. Piraci z wyspy New Providence w archipelagu Bahamów stanowią zagrożenie dla handlu morskiego w regionie. Według prawa cywilizowanych nacji piraci zostają uznani za hostis humani generis –  wrogów całej ludzkości.
Wydarzenia skupiają się wokół stolicy wyspy – Nassau i jej mieszkańców, których życie związane jest z piractwem. Do załogi Jamesa Flinta, kapitana pirackiego statku, dołącza młody i przebiegły John Silver. Fabuła pierwszej serii skupia się na polowaniu na skarb z pokładu hiszpańskiego galeonu Urca de Lima. Na początku drugiej serii skarb zostaje unieruchomiony na mieliźnie u wybrzeży Florydy, gdzie strzegą go hiszpańscy żołnierze. W drugiej serii poznajemy także historię kapitana Flinta, który z oficera marynarki i dżentelmena stał się piratem. Skarb Urca de Lima staje się obiektem zainteresowania innych piratów z portu w Nassau.
Wśród bohaterów serialu znalazły się postaci historyczne takie jak piraci: Anne Bonny, Jack Rackham, Charles Vane, Ned Low, Benjamin Hornigold i Edward Teach (Czarnobrody). Do postaci fikcyjnych należą James Flint, Billy Bones i John Silver.

## Obsada
- Toby Stephens jako kapitan James Flint[7]
- Hannah New jako Eleanor Guthrie, właścicielka pirackiej tawerny Open Nassau[8].
- Luke Arnold jako Długi John Silver[9]
- Jessica Parker Kennedy jako Max[9]
- Tom Hopper jako William Manderly (Billy Bones)
- Zach McGowan jako kapitan Charles Vane[9]
- Toby Schmitz jako Jack Rackham
- Clara Paget jako Anne Bonny
- Mark Ryan jako Hal Gates[10]
- Hakeem Kae-Kazim jako Mr. Scott
- Louise Barnes jako Miranda Barlow
- Ray Stevenson jako kapitan Edward Teach "Czarnobrody"

## Role drugoplanowe i gościnne
- Sean Michael jako Richard Guthrie
- Anthony Bishop jako  Singleton
- Jannes Eiselen jako  Dufresne
- Lawerance Joffe jako  Randell
- Dylan Skews jako Logan
- Graham Weir jako kapitan Naft
- Richard Wright-Firth jako  Muldoon
- Andre Jacobs jako De Groot
- Patrick Lyster jako kapitan Benjamin Hornigold
- Richard Antrobs jako Phillip
- Mark Elderkin jako Pastor Lambrick
- Neels Clasen jako Hamund
- Jeremy Crutchley jako Morley
- Quentin Hrog jako Turk
- Winston Chong jako Joji
- Langley Kirkwood jako kapitan Bryson
- Dean McCoubrey jako Hayes
- Karl Thaning jako O'Malley
- Toni Caprari jako Noonan
- Lise Slabber jako Idelle
- Fiona Ramsey jako pan Mapleton
- Graham Clarke jako kapitan Lilywhite
- Richard Lukunku jako Joshua
- David Butler jako Frasier
- Jarrid Geduld jako Crisp
- Geoff Kukard jako Froom
- John Herbert jako kapitan Lawrence
- Frans Hamman jako Slade
- Michael McCloud jako Lars
- Sibongile Mlambo jako Eme
- Alistair Moulton Black jako dr. Howell
- Garth Collins jako Albinus
- Rupert Penry-Jones jako Thomas Hamilton

## Odcinki
| Sezon | Sezon | Odcinki | Oryginalna emisja Starz | Oryginalna emisja Starz | Oryginalna emisja | Oryginalna emisja   | Oryginalna emisja |
| Sezon | Sezon | Odcinki | Premiera sezonu         | Finał sezonu            | Premiera sezonu   | Finał sezonu        |                   |
| ----- | ----- | ------- | ----------------------- | ----------------------- | ----------------- | ------------------- | ----------------- |
|       | 1     | 8       | 25 stycznia 2014        | 15 marca 2014           | 14 września 2014  | 5 października 2014 |                   |
|       | 2     | 10      | 24 stycznia 2015        | 28 marca 2015           | 27 marca 2015     | 28 marca 2015       |                   |
|       | 3     | 10      | 23 stycznia 2016        | 26 marca 2016           | 3 marca 2016      | 31 marca 2016       |                   |
|       | 4     | 10      | 29 stycznia 2017        | 2 kwietnia 2017         | 9 marca 2017      | 6 kwietnia 2017     |                   |